# Moáuia ibne Hixame
Moáuia ibne Hixame, Hixeme ou Híxem (Mu'awiya ibn Hisham - lit. "Moáuia, filho de Hixame"; fl. 725 — m. 737) foi um príncipe e general árabe omíada, filho do califa Hixame ibne Abedal Maleque (r. 723–743). É célebre sobretudo pelo seu papel nas guerras bizantino-árabes, nas quais comandou várias invasões de territórios do Império Bizantino na Ásia Menor.

## Vida

Anatólia bizantina ca. 740

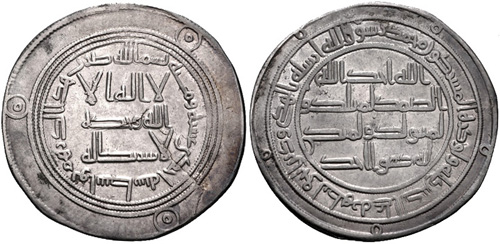
Dirrã de Hixame ibne Abedal Maleque

Pouco se sabe de Moáuia além de algumas campanhas militares. A primeira expedição sua de que há registo ocorreu no verão de 725. Foi levada a cabo em conjunto com um ataque naval de Maimum ibne Mirã contra o Chipre. Segundo as fontes árabes, o exército de Moáuia chegou pelo menos até Dorileia (atual Esquixequir), no noroeste da Anatólia Central, e no seu decurso foram capturados muitos prisioneiros e saqueados várias fortalezas. Há também registo de uma expedição em 726, possivelmente no inverno.
Em 727 comandou outra expedição, juntamente com Abedalá Albatal. Albatal começou por tomar e arrasar Gangra (atual Çankırı) e depois, juntamente com Moáuia, tomou a fortaleza de Ateus, avançando posteriormente para Niceia (atual İznik). Apesar do cerco de 40 dias a essa cidade, as tropas árabes não lograram conquistar a cidade. Em 728 Moáuia liderou uma expedição no sul da Ásia Menor, ao mesmo tempo que o seu irmão Saíde ibne Hixame comandou uma expedição ao norte. Nenhum dos irmãos parece ter tido grande êxito.
As fontes muçulmanas atribuem a Moáuia a captura da fortaleza de Carsiano, na Capadócia, em setembro ou outubro de 730, mas as crónicas bizantinas de Teófanes, o Confessor referem que isso teria sido da responsabilidade do tio de Moáuia, Maslama ibne Abedal Maleque. No ano seguinte, as suas tropas foram incapazes de penetrar a fronteira, e uma segunda expedição, comandada por Albatal sofreu uma pesada derrota. Em 732, Moáuia logrou chegar com as suas tropas até Acroino.
Em 733 comandou uma expedição na Paflagónia, que se repetiu anualmente durante alguns anos seguintes. Estas incursões penetraram profundamente no interior da Ásia Menor em busca de saque. Uma delas chegou até Sardes, mas aparentemente não foram capturadas quaisquer cidades ou fortalezas. No verão de 737, Moáuia comandou novamente uma expedição no sul, mas segundo Teófanes morreu devido a ter caído do seu cavalo durante uma caçada. 
O filho de Moáuia com uma concubina berbere, Abderramão (731–788), escapou da Revolução Abássida fugindo ao Alandalus (Península Ibérica), onde reinou como Abderramão I (r. 756–788) e fundou o Emirado de Córdova.